# Митківка (річка)
Митківка — річка в Україні, у Маньківському районі Черкаської області. Права притока Кищихи (басейн Південного Бугу).

## Опис
Довжина річки приблизно 3,3  км.

## Розташування
Бере початок у селі Кищенці. Тече переважно на північний схід і впадає і річку Кищиху, праву притоку Гірського Тікичу.